# Konzervacija-restauracija
Konzervacija-restauracija ili konzerviranje-restauriranje, često određena i samo kao konzervacija zanimanje je, odnosno djelatnost posvećena očuvanju i održavanju kulturne baštine. U zemljama njemačkog govornog područja te u Rusiji i zemljama u kojima se govore romanski jezici još uvijek preteže pojam restauriranje. Konzervatorsko-restauratorske aktivnosti uključuju provjeru stanja, dokumentiranje, restauraciju samog predmeta kulturne baštine, te preventivnu zaštitu. Sve su ove djelatnosti pak podpomognute znanstvenim istraživanjima i obrazovanjem.

## Definicija
Tradicionalna definicija uloge konzervatora restauratora uključuje pregled, restauraciju, konzervaciju i očuvanje kulturne baštine korištenjem najprihvatljivijih metoda koje su se dokazale djelotvornima u obnovi i održavanju predmeta u stanju što bližem izvornom što je duže moguće.
Danas je ta definicija međutim proširena i više bi je mogli opisati kao etično upravljanje kulturnim dobrom.
Konzervator-restaurator primjenjuje etičke odrednice, kao što su:
- Načelo minimalne intervencije.
- Korištenje metoda i materijala usmjerenih ka reverzibilnosti, kako bi se smanjila mogućnost novih problema kod budućeg tretmana, istraživanja i korištenja.
- Temeljito dokumentiranje svih postupaka.

Konzervator-restaurator mora uzeti u obzir i mišljenje treće osobe, kao i vrijednost te značenje objekta ili predmeta, uključujući fizičke potrebe materijala, kako bi donio odluku o ispravnoj konzervatorsko restauratorskoj strategiji zahvata.
Cesare Brandi u svojoj knjizi Teorija restauriranja opisuje spomenuto kao "metodološki trenutak u kojem se umjetničko djelo poštuje i prihvaća u svom materijalnom obliku te u svom povijesno estetskom dualizmu, gledano kao prenošenje u budućnost".

## Povijest

### Kronologija konzervacije umjetničkih djela[4]
1565. Restauriranje Sikstinske kapele, 53 godine nakon oslikavanja.
1726. Prvi pokušaj restauriranja Leonardove posljednje večere (Michelangelo Bellotti).
1729. Prva zabilježena rentaulaža, Domenico Michelini u Veneciji (Ulisse Forni, Manuale del pittore restauratore, 1866, p. 106). 
1735. do 1820. Restauriranje slika iz španjolske dvorske zbirke, nakon požara 1734. Obrađene stotine slika, sve po razrađenoj metodi i uz temeljitu dokumentaciju.
1777., 1785. Pietro Edwards, direktor restauracije slika Mletačke Republike, razradio temelje preventivne konzervacije.
1794. Charles Willson Peale u svom podsjetniku zabilježio korištenje voska za impregnaciju slika.
1809. Grof Chaptal s Napoleonova dvora napisao izvještaj o pigmentima na pompejanskim slikama.
1815. Sir Humphrey Davy izučava pigmente (imao je mali pokretni laboratorij s kojim je putovao po Europi, u pratnji Michael Faradaya 1813. – 1815.).
1850. utemeljena prva američka kompanija koja se bavila restauriranjem, New York – Oliver Brothers.
1851. Rembrandtova slika Noćna straža dublirana voštanim vezivom.
1852. John Seguier čisti 9 ključnih slika Londonske Nacionalne Galerije, oštra osuda javnosti, prva od kontroverzi vezanih uz čišćenje slika, kasnije isto i u Parizu, te Münchenu.
1850. – 1853. Michael Faraday radi analitičke studije vezane uz propadanje slika Nacionalne Galerije u Londonu, ispituje lakove, metode čišćenja, utjecaj londonske magle, ugljenog dima, i plinske rasvjete na diskoloraciju površinskih slojeva, njegova otkrića uglavnom zanemarena.
1863. Max Pettenkofer iz Münchena patentira proces pomlađivanja starih lakova, slike izlagao alkoholnim parama, kasnije odbačeno kao štetno. [Ref. Sibylle Schmitt, IIC 1990].
1870. Louis Pasteur bavi se više od desetljeća analizom boja, te optičkom kristalografijom
1888. Friedrich Rathgen postaje prvi kemičar zaposlen u jednom muzeju (Kraljevski muzeji u Berlinu).
1888. Albert Voss u Berlinu izdaje knjigu Merkbuch, Alterthumer aufzugraben und aufzubewahren
1896. Wilhelm Röntgen otkriva x zrake, te ovom metodom snima i slike.
1898. U Berlinu Rathgen izdaje svoju utjecajnu knjigu Die Konservierung von Altertumsfunden
1913. Albin Stocky u Češkoj izdaje priručnik Konservace musejních předmětů
1918. Osnovan Ruski umjetnički znanstveno restauracioni centar I.E.Grabara,najstarija ruska institucija posvećena konzerviranju restauriranju,koji uz prekid između 1934. – 1944.  djeluje sve do danas
1920. George T Oliver pronalazi prvi vakumski stol, patentira ga 1937.
1920. Zbog lošeg stanja zbirki Alexander Scott osniva British Museum Research Laboratory.
1921. A. Scott objavljuje prvi od svoja tri izvještaja o konzervaciji umjetnina The cleaning and restoration of museum exhibits (report upon investigation conducted at the British Museum, Department of Scientific and Industrial Research). Drugi izvještaj 1923., treći 1926.
1921. Prva konferencija posvećena konzerviranju restauriranju u Rusiji
1928. Fogg Art Museum’s Technical Department utemeljen od strane ravnatelja muzeja Edward W. Forbesa;prvi laboratorij u SAD
1928. Njemački muzejski savjet inicira Upitnik, koliko čistiti, koliko retuširati
1930. Prva “International Conference for the Study of Scientific Methods for the Examination and Preservation of Works of Art” održana u Rimu. Utjecaj na osnivanje IIC-a, ICOM-CC, brojne programe poučavanja, etiku, standarde prakse, dokumentaciju, preventivnu konzervaciju.
1930. Museum of Fine Arts, Boston, utemeljenje laboratorija
1930. Prva međunarodna konferencija “Conference for the Study of Scientific Methods for the Examination and Preservation of Works of Art,” Rim. Izdat priručnik o konzervaciji slika Manual on the Conservation of Paintings
1931. Louvre, utemeljenje laboratorija.
1931. James J. Rorimer iz Metropolitan Museuma objavljuje rad Ultra-violet Rays and Their Use in the Examination of Works of Art.
1931. Utemeljen odjel za konzervaciju pri Walters Art Gallery [sada Museum] od David Rosena, kemičar Arthur Kopp utemeljuje laboratorij pri Metropolitan Museum of Art
1932. – 1942. Publiciranje Technical Studies in the Field of the Fine Arts, u izdanju Fogg Museum of Art, prvi tehnički žurnal.
1932. Pripremljena prva Carta del Restauro (Restoration Charter), na temelju Athens Charter iz 1931.
1933. Početak obuke restauratora na Akademie der Bildenden Künste u Beču.
1934. Program školovanja restauratora slika pri Courtauld Institute u Londonu.
1934. Prvi prijevod Max Doernerovog priručnika The Materials of the Artist and their Use in Paintings. Profesor Doerner (1870. – 1939.) bio je predavač slikarske tehnologije na Kraljevskoj Bavarskoj Akademiji u Münchenu 1911. – 1939.
1934. Objavljen prvi priručnik H. J.Plendeleitha The preservation of Antiquities
1937. Osnivanje državnog instituta za tehničke testove i istraživanja u području slikarstva, prozvan Doernerovim institutom. Također početak obrazovnog programa iduće godine.
1938. Alan Burroughs iz Fogg Art Museuma objavljuje rad Art Criticism from a Laboratory, utemeljen na njegovim ispitivanjima slika starih majstora pomoću X zraka.
1939. Utemeljen Istituto Superiore per la Conservazione ed il Restauro (prvobitno Istituto Centrale per il Restauro) u Rimu. Do 1961. ovu će ustanovu voditi Cesare Brandi. Ovo se može smatrati prvim studijem restauriranja koji je već onda bio znastveno orijentiran.
1940. Izdan u Rimu Manual on the Conservation of Paintings (na temelju materijala s Rimske konferencije 1930.) Francusko izdanje 1939., englesko 1940. Kompiliran od 12 međunarodnih eksperata, 5 povjesničara umijetnosti, 5 restauratora i 2 kemičara
1943. Početak školovanja restauratora na Istituto Centrale u Rimu
1946. Međunarodni muzejski savjet ICOM utemeljen na susretu održanom u studenom iste godine u Louvreu. Nevladina organizacija sastavljena od nacionalnih komiteta, svrha intenziviranje međunarodne suradnje među muzejskim institucijama. Komitet za konzervaciju počeo s radom 1967.
1946. U Rusiji posmrtno objavljen priručnik M. V. Farmakovskog Konservacija i restavracija muzeinih kollekcij (ova je knjiga značajna i za našu sredinu, prijevod je objavljen 1949. u Zagrebu i do 1974. kada MDC objavljuje priručnik Konzerviranje i restauriranje muzejskih predmeta ovo je bilo jedino ozbiljnije djelo na tu temu).
1947. Sudski proces protiv H. A. van Meegerena, osumnjičenog za krivotvorenje Vermeerovih slika. Uz to vezana rasprava između Paul Coremansa, Harolda Plenderleitha, i F. I. G. Rawlinsa je važna za iniciranje osnutka IIC-a.
1947. Izložba očišćenih slika u National Gallery, London. Weaverov izvještaj 1948. kao posljedica rasprava. (Odbor: Paul Coremans, G. L. Stout, J. R. H. Weaver, Predsjednik Trinity Collegea, Oxford.)
1948. Utemeljen Institute Royale du Patrimoine Artistique u Briselu. Posvećen izučavanju i konzervaciji umjetničke i kulturne baštine.
1948. Prvi izvještaj o uporabi toplog stola, Stephen Rees Jones, Courtauld Institute.
1949. Program školovanja restauratora na Institutu za tehnologiju slikarstva u Stuttgartu.
1950. Utemeljen IIC, prvobitno znan kao “International Institute for the Conservation of Museum Objects,” 27. travnja 1950.
1952. Početak izdavanja Studies in Conservation, izdavač IIC.
1955. Izlaze prvi IIC Abstrakti. Kasnije nazvani Art and Archaeology Technical Abstracts, 1985. preuzima ih Getty Conservation Institute
1955. Vakumski topli stol, R. E. Straub, S. Rees Jones, Studies in Conservation, Vol. II.
1956. Objavljeno prvo izdanje utjecajnog priručnika H. J. Plenderleitha The Conservation of Antiquities and Works of Art
1957. Utemeljen laboratorij za biologiju primijenjenu u konzervaciji umjetnina pri Istituto Centrale u Rimu.
1959. počinje rad ICCROM-a u Rimu. Prvi ravnatelj Harold Plenderleith
1960. Topli vakumski stol za dubliranje slika, izumitelj Jack Willard.
1960. Prvi redoviti susret američke IIC grupe, Isabella Stewart Gardner Museum. Sada American Institute for Conservation, danas više od 3300 članova.
1960. Prvih četvoro studenata počinje diplomski studij konzervacije pri Conservation Centeru, Institute of Fine Arts, New York University (First graduate art conservation training program in the U. S.)
1963. Izdana Teoria del Restauro Cesare Brandija.
1967. Počinje rad ICOM CC-a. Održani prvi trijenalni susreti 1969. (nije zgorega podsjetiti da su peti trijenalni susreti održani 1978. u Zagrebu, do danas to je jedini zaista značajan međunarodni skup restauratora održan kod nas)
1968. Američka IIC grupa izdaje prvi etički kodeks.
1969. Prva slika dublirana s BEVA 371 (receptura Gustav Berger).
1970. Prvi pokušaji čišćenja umjetnina laserom
1972. Izdana nova verzija Carte del Restauro
1973. Američka IIC grupa utemeljuje American Institute for Conservation, počinje izdavanje Journal of the American Institute for Conservation.
1973. Andrew Oddy, vodeći konzervator British Museuma osmišljava jednostavan test za utvrđivanje sigurnosti materijala koji se koriste u konzervaciji
1974., 1975., 1976. “Moratorij” na opće prihvaćenu i rutinsku praksu dubliranja slika, objavljen na konferenciji u Greenwichu, Veneciji (ICOM-CC 1975), i Ottawi (sponzorirana od National Gallery, Canada). Preispitivanje postupaka, posljedica izrazit pad broja dubliranih slika. (20 godina nakon uvođenja toplog vakum stola). Filozofija minimalne intervencije stiče sve više pristalica tijekom sljedeća tri desetljeća.
1976. Istraživački centar za materijale korištene u umjetničkoj praksi i konzervaciji, pri Carnegie Mellon University, Dr. Robert L. Feller, Direktor. Danas “Art Conservation Research Center”
1978. ICOM-CC formulira prvi radni dokument posvećen definiranju restauratorsko konzervatorske profesije.
1980. Izložba "La vie misterieuse des chefs-doevre" La science au service de lart" – Grand Palais, Paris (listopad 1980. – siječanj 1981.). Prva velika izložba s temom istraživanja umjetničkih dijela znanstvenim tehnikama.
1982. Izložba "Metodo e scienza operativita e ricerca nel restauro" – Uffizzi, Firenca (lipanj 1982. – siječanj 1983.). Izuzetno značajna izložba o istraživačkim i dokumentacijskim metodama i tehnikama primijenjenim pri konzervatorsko-restauratorskim zahvatima.
1986. Izložba "Tajnovite slike Račića i Kraljevića" – Moderna Galerija, Zagreb (ožujak – travanj 1986.) prva prezentacija nedestruktivnih istraživanja slika u Hrvatskoj.
1997. Osnovana prva dva restauratorska studija u Hrvatskoj, u Zagrebu i Splitu.
1998. – 1999. Prvi veliki projekt u kome su korištene tehnologije za 3 D skeniranje -Digital Michelangelo Project
1999. Utemeljena International Network for the Conservation of Contemporary Art (INCCA)
2002. Objavljen Modular Cleaning Program, prvi zaista funkcionalan kompleksniji software za konzervatore restauratore, autor C. Stavroudis, po sustavu R. Wolbersa
2005. Obranjeni prvi restauratorski doktorati u Beču, te Münchenu
2010. Američka tvrtka Conservation Data Systems daje svoj software za vođenje konzervatorske dokumentacije u javnu domenu
2013. Prestižno The Royal Society of Chemistry s Cambridge sveučilišta izdaje knjigu Nanoscience for the conservation of works of art
2013. U Rijksmuseumu u Amsterdamu održana prva radionica posvećena primjeni 3D skeniranja i 3D ispisa u konzerviranju restauriranju.
2019. Pokrenut Global Conservation Forum, uz potporu američke organizacije Foundation for Advancement in Conservation.

### Kratka povijest
Briga o predmetima kulturne baštine ima dugu povijest unutar tradicije spajanja i učvršćivanja raznih predmeta, kao i individualnog restauriranja umjetničkih djela. Tijekom 19. stoljeća dolazi do preplitanja znanosti i umjetnosti. Michael Faraday počinje proučavati štetan utjecaj okoliša na umjetnine, a u isto vrijeme Louis Pasteur počinje sa znanstvenim analizama boje. Međutim, prvi organizirani pokušaj konzervacije kulturne baštine je utemeljenje Društva za zaštitu drevnih građevina u Engleskoj, od strane Williama Morrisa i Philipa Webba, a pod utjecajem teoretskog rada Johna Ruskina. Istovremeno s istim ciljevima u Francuskoj djeluje Eugene Violet Le Duc, čuven po "restauriranju" srednjovjekovnih građevina.
Konzervacija se kao izdvojeno polje ljudskog mišljenja prvo javlja u Njemačkoj 1888. godine. Friedrich Rathgen postaje prvi kemičar stalno zaposlen u muzeju (Kraljevski muzeji, Berlin). Treba istaknuti da on nije samo razvio znanstveni pristup brizi za predmete u zbirkama već je i doprinio širenju ovog pristupa prije svega publiciranjem svog djela Handbook of Conservation iz 1898. Rani razvoj konzervacije je i u drugim dijelovima svijeta bio vezan uz zapošljavanje kemičara u muzejima 1924. u Britanskom muzeju počinje raditi Harold Plenderleith. On zajedno s Alexanderom Scottom utemeljuje Odjel znanstvenih i industrijskih istraživanja, radi se o rođenju konzervatorske profesije u Engleskoj. Bila je to posljedica lošeg stanja umjetnina koje su tijekom Prvog svjetskog rata bile uskladištene u tunelima Londonske podzemne željeznice. Razvoj ovog odjela Britanskoga muzeja pomaknuo je fokus djelovanja iz Njemačke u Englesku 1956. Plenderleith objavljuje svoj značajan i utjecajan priručnik The Conservation of Antiquities and Works of Art, ova knjiga se obično danas smatra važnijom od Rathgenove, te bližom današnjoj definiciji struke.
U SAD-u su počeci znanstveno zasnovanog pristupa konzervaciji vezani uz Fogg Art Museum i njegovog ravnatelja Edwarda Waldo Forbesa(od 1909. – 1944.). On je davao podršku tehnološkim istraživanjima (utemeljenje časopisa Technical Studies, izlazio od 1932. – 1942.). Nadalje, u muzej je doveo Rutherforda John Gettensa, prvog kemičara zaposlenog u nekom američkom umjetničkom muzeju. Gettens je blisko surađivao s Georgeom L. Stoutom, prvim izdavačem Technical Studiesa, a zajedno su 1942. objavili i knjigu Painting Materials A Short Encyclopaedia, naslov koji se i danas često citira, te možemo reći da se vrlo malo podataka iz ove knjige smatra zastarjelima.
Daljnji značajni trenuci vezani uz razvoj konzervatorske struke odnose se na SAD i Englesku, Engleska je zemlja u kojoj je utemeljena prva međunarodno orijentirana konzervatorska institucija – The International Institute for Conservation of Historic and Artistic Works, utemeljena 1950. kao stalna organizacija posvećena koordinaciji razvoja i poboljšanju znanja, metoda i radnih standarda potrebnih u očuvanju i zaštiti dragocjenog materijala svih vrsta. Porast broja konzervatorskih profesionalnih udruga, časopisa, publikacija i novosti, kako međunarodnih tako i lokalnih, usmjerio je razvoj struke i u praktičnom i u teoretskom smislu. Povjesničari umjetnosti, te teoretičari kao što je Cesare Brandi (utjecaj njegove knjige Teoria del Restauro, izdane u Rimu 1963. još je prisutan) također su odigrali značaju ulogu u razvoju teoretskih koncepata konzervacije i restauracije. Trenutačno se konzervatori ponajviše bave etičkim pitanjima vezanim uz konzervaciju. Kao vrlo značajnu razmjerno recentnu ideju treba izdvojiti koncept Preventivne konzervacije. Spomenuti je djelomice baziran na pionirskom radu i postavkama Garryja Thomsona te njegovoj knjizi Museum Environment (prvo izdanje 1978.). Njegovo je djelovanje vezano uz National Gallery u Londonu, instituciju u kojoj je on razradio svoje upute za najbolje mikroklimatske uvjete potrebne za čuvanje i izlaganja objekata čuvanih unutar muzeja. Danas se njegove smjernice više ne slijede tako rigidno, no njihov se utjecaj i dalje osjeća.

## Etika
Konzervatorski rad rukovođen je određenim etičkim standardima. Ovi su standardi utjelovljenje primijenjene etike. Prihvaćeni su širom svijeta i razrađene su nacionalne i međunarodne etičke preporuke, u europskim zemljama kao standard se može uzeti etički kodeks Europske konfederacije konzervatorsko restauratorskih udruga ECCO-a.

## Specijalnosti unutar profesije
Profesija konzervatora-restauratora umjetnina je široko područje i obuhvaća brojne specijalnosti. Ovdje ćemo navesti samo neke:
- konzervacija papira i knjiga
- znanost o konzervaciji
- konzerviranje-restauriranje elektronskih medija
- očuvanje povijesnih spomenika
- konzervacija arhitekture
- konzerviranje-restauriranje objekata
- konzervacija predmeta tehničke i industrijske baštine
- konzervacija namještaja
- konzervacija satova
- konzervacija predmeta od drva
- konzervacija predmeta od bjelokosti, kosti i rožine
- konzerviranje-restauriranje okvira za slike
- konzervacija slika na platnu, dasci i zidu
- konzervacija mozaika
- konzervacija glazbala
- konzervacija djela suvremene umjetnosti
- konzerviranje-restauriranje gramofonskih zapisa
- konzervacija filma
- konzervacija fotografija
- školovanje konzervatora restauratora
- konzervacija tekstila
- preventivna konzervacija
- konzervacija arheoloških predmeta
- konzervacija kamena
- konzervacija metala
- konzervacija restauracija predmeta od srebra
- konzervacija restauracija predmeta od bakra i njegovih slitina
- konzervacija i restauracija predmeta od željeza i čelika
- konzervacija stakla
- konzervacija vitraja
- konzervacija keramike i porculana
- konzervacija kože
- Konzervacija restauracija predmeta od krzna
- Konzerviranje restauriranje predmeta od perja
- konzervacija plastike
- Konzerviranje restauriranje Judaike
- školovanje konzervatora restauratora
- teorija konzerviranja restauriranja
- metodika konzerviranja restauriranja
- Konzervacija restauracija emajla na metalu

## Očuvanje kulturne baštine

### Preventivna konzervacija
Brojni su kulturni proizvodi osjetljivi na okoliš u kom se čuvaju, poput temperature, vlažnosti zraka te razinu osvijetljenja i ultraljubičastog zračenja. Predmeti moraju biti zaštićeni i čuvani u primjerenim uvjetima. Kao primjer možemo uzeti zaštitu slika slikanih vodenim bojama, bez primjerene zaštite od sunčevog ili umjetnog svijetla iste bi brzo izblijedjele.
Preventivna konzervacija je važan element muzejske zaštite i brige za zbirke. Jedna od bitnih odgovornosti članova muzejske struke je stvoriti i održavati okoliš povoljan po opstojnost zbirki. Bilo u čuvaonici, tijekom izložbi ili u tranzitu. Muzej je dužan pažljivo nadzirati stanje zbirki, kako bi se primjereno i na vrijeme moglo odlučiti treba li neki predmet podvrgnuti konzervatorskom zahvatu.
Također muzeji bi morali imati i sigurnosni plan za posebne situacije poput potresa, požara, poplave ili terorističkog djelovanja te oružanog sukoba.

### Interventna konzervacija
Ovaj pojam odgovara bilo kom djelovanju poduzetom od strane konzervatora restauratora, a koje uključuje neposredan rad na kulturnom materijalu. Spomenuti postupci mogu uključivati čišćenje, stabilizaciju, popravak oštećenja ili čak nadoknadu nedostajućih dijelova izvornika. Od suštinske je važnosti da konzervator potpuno i precizno opravda bilo koje navedeno djelovanje. Podrazumijeva se primjereno i temeljito dokumentiranje svih faza rada, znači prije, tijekom i nakon zahvata te je nužno kako bi se na minimum svele mogućnosti za naknadne dvojbe i primjedbe.
Prvenstveni je cilj rada minimiziranje propadanja tretiranog predmeta i do tog cilja može se doći primjenom neinterventnih kao i interventnih metoda djelovanja. Interventni pristup podrazumijeva sva djelovanja koja konzervator restaurator poduzima direktno na materijalnom tkivu objekta. Te akcije mogu uključiti čišćenje te uklanjanje starog laka ili samo konsolidaciju odnosno podljepljivanje boje koja se ljušti. Ovi se radovi pak izvode iz više razloga, a uključuju i estetski izbor. Stabilizacija teži strukturalnom integritetu te kulturalnim zahtjevima za opstojnošću nematerijalnog.
Drugi od vodećih principa svakako je ideja o reverzibilnosti primijenjenih postupaka, odnosno da po potrebi sve izvedene akcije mogu biti potpuno uklonjive te da predmet može biti vraćen u stanje koje je prethodilo konzervatorsko restauratorskoj intervenciji. Iako je ovaj koncept i dalje jedan od vodećih principa profesije, danas se on sve više kritizira, a pojedini ga praktičari označavaju kao suviše zbunjujuć i neodređen. Nadalje važan jest i princip kvalitetnog i točnog dokumentiranja svih izmjena, kao i jasne razlučivosti istih u odnosu na izvorni predmet.
Kao primjer javno obznanjenog interventnog konzerviranja možemo uzeti konzervatorske radove na Sikstinskoj kapeli u Rimu.

## Konzervatorski laboratorij (radionica)
Konzervatori – restauratori rutinski koriste znanstvenu (kemijsku i fizikalnu) analizu tijekom proučavanja i rada na kulturnoj baštini (barem u svijetu,kod nas je ovo prije izuzetak nego pravilo). Opremu suvremenog restauratorskog laboratorija čine mikroskopi, spektrometri, te uređaji za snimanje rendgenskim zrakama, svi se spomenuti koriste u svrhu boljeg razumijevanja kako samog objekta tako i njegovih dijelova. Podaci prikupljeni pomoću ovih istraživanja pomažu boljem i kvalitetnijem donošenju odluke o za objekt primjerenom konzervatorsko restauratorskom zahvatu.

## Situacija u Hrvatskoj

### Povijest
Iako je pokušaja utemeljenja konzervatorsko-restauratorske službe bilo na tlu Hrvatske i prije stvarnim početkom može se smatrati osnivanje Zavoda za restauriranje umjetnina pri Jugoslavenskoj akademiji znanosti i umjetnosti 1948. godine u Zagrebu. Sam zavod nastao je iz restauratorske radionice zagrebačkog Muzeja za umjetnost i obrt koja je djelovala od 1942. do kraja 1946. godine i zapošljavala 2 restauratora (po arhivu Muzeja za umjetnost i obrt 4 – Z.Wyroubal,L.Dekleva,J.Paladin i preparator F.Fink). U Muzeju za umjetnost i obrt održana je i prva restauratorska izložba u Hrvatskoj, iste već spomenute 1946. godine.
Nešto kasnije utemeljene su i konzervatorske radionice u Splitu (1954.), te Zadru (1958.), a 1966. utemeljen je i Restauratorski zavod Hrvatske.
Nakon osamostaljenja Republike Hrvatske sve su ove institucije 1997. godine spojene u jednu – današnji Hrvatski restauratorski zavod.
Što se tiče arheoloških nalaza treba naglasiti da je konzervacija istih započela već u 19. stoljeću.
Nažalost za razliku od drugih visoko razvijenih zemalja Europske unije te SAD u hrvatskim muzejima do sada nije zaposlen niti jedan kemičar koji bi se bavio razradom konzervatorskih postupaka i znanstvenom analizom predmeta – istaknimo još da Hrvatska niti dan danas nema zavod za arheometriju.

### Zakonska regulativa i zaštita prava konzervatora restauratora
Ako izuzmemo opće zakonske akte rad konzervatorsko-restauratorske službe u Hrvatskoj danas prije svega određuju sljedeći propisi:
Za restauratore i restauratore tehničare koji rade u Hrvatskom restauratorskom zavodu, Hrvatskom državnom arhivu, Nacionalnoj i sveučilišnoj knjižnici te samostalno,odnosno za restauratore i preparatore koji rade u muzejima:
- Pravinik o stručnim zvanjima za obavljanje poslova na zaštiti i očuvanju kulturnih dobara te uvjetima i načinu njihova stjecanja[24]
- Pravilnik o uvjetima za dobivanje dopuštenja za obavljanje poslova na zaštiti i očuvanju kulturnih dobara[25]

### Školovanje konzervatora restauratora u Hrvatskoj
Vidi članak Školovanje konzervatora restauratora
U Hrvatskoj trenutačno postoje tri studija konzervacije restauracije:
- Diplomski (integrirani 5 godišnji) studij konzerviranja i restauriranja umjetnina: štafelajnih i zidnih slika, te polikromirane drvene skulpture, kamena i arhitektonske plastike na Odsjeku za restauriranje i konzerviranje umjetnina na Akademiji likovnih umjetnosti u Zagrebu(od 1997.)
- Diplomski studij konzervacije i restauracije kamena, štafelajnog slikarstva i polikromne plastike, zidnog slikarstva i mozaika, arheološke baštine te metala,  Umjetnička Akademija Sveučilišta u Splitu] (od 1997.)- UMAS.
- Preddiplomski i diplomski studij konzervacije i restauracije predmeta od papira, tekstila, drveta, metala i keramike, Sveučilište u Dubrovniku (od 2005.)

Ovdje je neophodno naglasiti da je prije osnutka splitskog i zagrebačkog studija konzervacije restauracije jedini način edukacije konzervatora restauratora koji rade u muzejima i hrvatskom restauratorskom zavodu bio onaj putem pripravništva. Ovaj se način u muzejima a vjerojatno i u Hrvatskom restauratorskom zavodu koristi i danas, usprkos vrlo dobro znanim manama takvog načina edukacije.
Treba istaknuti i da je dio danas aktivnih konzervatora-restauratora završio dvogodišnji postdiplomski specijalistički studij u Ljubljani, nekoliko osoba završilo je dvogodišnji postdiplomski studij u Krakovu i Budimpešti,  dok je broj onih koji su studirali i diplomirali na nekom zapadnoeuropskom sveučilištu razmjerno malen.
Zanimljivo je da trenutačno u Hrvatskoj usprkos gore navedenom nije moguće steći zvanje magistra konzervacije restauracije putem 2 godišnjeg postdiplomskog studija već isključivo petogodišnjim studijem, a isti je slučaj začudo i u većini Europskih zemalja, dapače jedan od temeljnih dokumenta Europske mreže za edukaciju konzervatora restauratora ENCoRE pretpostavlja zvanje prvostupnika u području konzervacije restauracije kao osnovu za magisterij.
Istaknimo i da u Hrvatskoj niti nakon skoro 23 godine postojanja zagrebačkog i splitskog studija (i 12 godina dubrovačkog studija) konzerviranja restauriranja trenutačno nije moguće stjecanje doktorata u području konzerviranja restauriranja  (no određen broj osoba koje predaju konzerviranje restauriranje, te rade u HRZ nosi titulu doktora znanosti,ali je nisu stekli na studiju konzerviranja restauriranja već u nekim srodnim disciplinama koje nisu studirali pa je tako i ovo zvanje vrlo upitno – zanimljivo bi bilo da se dotični pokušaju zaposliti u nekoj od visoko razvijenih zemalja Europske unije,  bi li im taj "doktorat"  uopće bio priznat).
Na kraju dodajmo i još jednu osobenost vezanu uz konzerviranje restauriranje u Hrvatskoj usprkos svemu prethodno navedenom u Hrvatskoj još uvijek nemamo opće privaćena i za sve obavezujuća načela konzerviranja restauriranja,ovo je posebice problem u muzejima gdje se pod konzerviranjem restauriranjem još uvijek podrazumijeva sve i svašta  (radikalna obnova kao konzervatorsko restauratorski postupak,korištenje nevidljivog retuša,korištenje nereverzibilnih materijala i postupaka pri radu,itd.).

### Nagrada Vicko Andrić
Za izvanredna postignuća u području zaštite kulturne baštine u Hrvatskoj i to za postignuća u: konzervatorsko-restauratorskim radovima na očuvanju kulturne baštine; istraživanju i dokumentiranju kulturnih dobara; razvoju konzervatorske i konzervatorsko-restauratorske struke i unapređenju sustava zaštite kulturne baštine; očuvanju i obogaćenju ukupnog fundusa kulturne baštine Republike Hrvatske od 2005. godine dodjeljuje se Nagrada Vicko Andrić.

## Profesionalne udruge
Vidi članak Konzervatorsko restauratorske organizacije

### Profesionalne udruge u Hrvatskoj
- Sekcija za restauratorska i oblikovno fonička djela pri Udruženju likovnih umjetnika primijenjenih umjetnosti Hrvatske,
- Hrvatsko restauratorsko društvo
- Sekcija restauratora i preparatora pri Hrvatskom muzejskom društvu,
- Hrvatska sekcija pri The International Institute for Conservation of Historic and Artistic Works.

### Profesionalne udruge u svijetu
- E. C.C. O. (European Confederation of Conservator-Restorers' Organisations),
- AIC (American Institute for Conservation),
- IIC (International Institute for Conservation of Historic and Artistic Works),
- ICOM-CC (International Council of Museums-Conservation Committee)
- ENCoRE (European Network for Conservation-Restoration Education)

## Popis međunarodnih dokumenata
Popis međunarodnih dokumenata vezanih uz kulturnu baštinu:
- ICOMOS – ICOMOS povelje i druge norme  Arhivirana inačica izvorne stranice od 24. srpnja 2011. (Wayback Machine)
- ICOMOS – Charters Adopted by the General Assembly of ICONOS  Arhivirana inačica izvorne stranice od 21. svibnja 2011. (Wayback Machine)
- UNESCO – Službeni dokumenti
- UNESCO – Normative Action
- UNESCO – Legal instruments

## Poveznice
- Znanost o konzervaciji
- Preventivna konzervacija
- Školovanje konzervatora restauratora
- ArtWatch International
- Konzervator restaurator
- Konzervator znanstvenik
- Konzervator tehničar
- Komitet za konzerviranje restauriranje Međunarodnog muzejskog savjeta
- Europska konfederacija konzervatorsko restauratorskih udruga ECCO
- Europska mreža za edukaciju konzervatora restauratora ENCoRE

## Važniji konzervatorsko restauratorski časopisi
- Studies in Conservation (online)  Arhivirana inačica izvorne stranice od 21. rujna 2017. (Wayback Machine)
- Journal of the American Institute for Conservation (JAIC)(online)
- Restauro (online)
- CONSERVA Beiträge zur Erhaltung von Kunst- und Kulturgut (online)
- Kermes (online)
- Художественное наследие. Хранение, исследование, реставрация (online)
- Victoria and Albert Museum Conservation Journal
- Journal of Conservation and Museum Studies
- Tate Papers  Arhivirana inačica izvorne stranice od 10. travnja 2011. (Wayback Machine)
- Getty Conservation Institute Newsletter
- The Book and Paper Group – American Institute for Conservation
- The Abbey Newsletter
- CeROArt. on-line magazine devoted to a multidisciplinary approach to questions of Conservation, exposition, Restoration of Objets d’Art
- Reviews in Conservation  Arhivirana inačica izvorne stranice od 22. studenoga 2011. (Wayback Machine)
- Journal of the Institute of Conservation  Arhivirana inačica izvorne stranice od 2. rujna 2013. (Wayback Machine)
- The Paper Conservator  Arhivirana inačica izvorne stranice od 2. rujna 2013. (Wayback Machine)
- Future Anterior. Journal of Historic Preservation, History, Theory, and Criticism, GSAPP, Columbia University  Arhivirana inačica izvorne stranice od 8. srpnja 2011. (Wayback Machine)

## Hrvatski časopisi
- Portal – godišnjak Hrvatskog restauratorskog zavoda (online)  Arhivirana inačica izvorne stranice od 21. rujna 2017. (Wayback Machine)
- Godišnjak zaštite spomenika kulture – dok je portal posvećen u cijelosti konzerviranju restauriranju,ovaj časopis između ostalog objavljuje i članke vezane uz konzerviranje restauriranje (online)
- Vijesti konzervatora i muzealaca – i ovaj časopis povremeno objavljuje i članke vezane uz konzerviranje restauriranje (online)
- Potopljena baština, godišnjak međunarodnog centra za podvodnu arheologiju u Zadru,povremeno objavljuje i članke vezane uz konzerviranje restauriranje podvodnih arheoloških nalaza (online)

## Vanjske poveznice
Hrvatske stranice vezane uz konzervaciju-restauraciju
- Hrvatski restauratorski zavod  Arhivirana inačica izvorne stranice od 9. listopada 2012. (Wayback Machine)
- Hrvatsko muzejsko društvo -sekcija restauratora i preparatora
- In-situ, online časopis studenata konzervacije i restauracije,Umjetnička akademija u Splitu  Arhivirana inačica izvorne stranice od 20. veljače 2021. (Wayback Machine)
- Međunarodni centar za podmorsku arheologiju,Zadar
- ECCO-v etički kodeks konzervatora restauratora  Arhivirana inačica izvorne stranice od 4. svibnja 2009. (Wayback Machine)
- Blog o preventivnoj konzervaciji
- Međunarodni institut za restauriranje povijesnih i umjetničkih djela IIC – Hrvatska grupa  Arhivirana inačica izvorne stranice od 30. kolovoza 2012. (Wayback Machine)
- 17. međunarodna konferencija studija konzervacije-restauracije (Zagreb 2021.)
- Hrvatsko restauratorsko društvo

Važnije stranice vezane uz konzervaciju restauraciju u svijetu
- Conservation OnLine
- Global Conservation Forum
- International Council of Museums-Conservation Committee
- European Confederation of Conservator Restorers Organizations
- European Network for Conservation-Restoration Education  Arhivirana inačica izvorne stranice od 10. studenoga 2012. (Wayback Machine)
- International Centre for the Study of the Preservation and Restoration of Cultural Property
- International Institute for Conservation of Historic and Artistic Works
- American Institute for Conservation
- Canadian Conservation Institute  Arhivirana inačica izvorne stranice od 12. veljače 2012. (Wayback Machine)
- The Institute of Conservation  Arhivirana inačica izvorne stranice od 2. travnja 2015. (Wayback Machine)
- Verband der Restauratoren  Arhivirana inačica izvorne stranice od 29. ožujka 2015. (Wayback Machine)

Sestrinski projekti
|  | Zajednički poslužitelj ima još gradiva o temi Konzervacija-restauracija |